# 多伦诺尔镇
多伦诺尔镇，是中国内蒙古自治区锡林郭勒盟多伦县下辖的一个行政建制镇。

## 行政区划
多伦诺尔镇共辖以下地区：
兴盛社区、福盛社区、上都社区、善因寺社区、向阳社区、龙泽湖社区、团结村、双井子村、胜利村、黑山嘴村、新民村、中村、西村、南村、北村、东仓村、福全村、水泉村、二道洼村、盆窑村、小营盘村和新仓村。